# Maritza Pérez Cárdenas
Maritza Pérez Cárdenas (* 22. März 1967) ist eine ehemalige kubanische Judoka. Sie war 1989 und 1991 Weltmeisterschaftsdritte im Halbleichtgewicht und gewann 1991 bei den Panamerikanischen Spielen.

## Sportliche Karriere
Maritza Pérez Cárdenas gewann von 1986 bis 1991 sechs kubanische Meistertitel im Halbleichtgewicht, der Gewichtsklasse bis 52 Kilogramm.
Bereits 1985 war sie Dritte der Panamerikanischen Meisterschaften in der Gewichtsklasse bis 48 Kilogramm. 1986 erreichte sie das Finale in der Klasse bis 52 Kilogramm und unterlag der Brasilianerin Solange de Almeida Pessoa. 1987 gewann sie eine Bronzemedaille bei den Panamerikanischen Spielen in Indianapolis. Im gleichen Jahr nahm sie an den Weltmeisterschaften in Essen teil, dort schied sie im Viertelfinale gegen die Französin Dominique Brun aus.
1988 siegte Pérez Cárdenas bei den Panamerikanischen Meisterschaften. 1989 erreichte sie das Finale beim Tournoi de Paris und unterlag dann der Japanerin Noriko Mizoguchi. Eine Woche darauf siegte sie beim Weltcup-Turnier in Sofia. Im Oktober 1989 unterlag sie im Viertelfinale der Weltmeisterschaften in Belgrad der Britin Sharon Rendle. Mit zwei Siegen in der Hoffnungsrunde erreichte Pérez Cárdenas den Kampf um Bronze, den sie gegen die Chinesin Chang Pengna gewann. 1990 gewann sie bei den Panamerikanischen Meisterschaften. Bei den Weltmeisterschaften 1991 in Barcelona unterlag sie im Halbfinale Sharon Rendle. Den Kampf um Bronze gewann sie gegen die Niederländerin Jessica Gal. Zwei Wochen später siegte Maritza Pérez Cárdenas bei den Panamerikanischen Spielen in Havanna, wobei sie im Finale die Brasilianerin Patricia Belivacqua bezwang.